# Legazione delle Marche
La Legazione delle Marche o II Legazione fu una suddivisione amministrativa dello Stato della Chiesa istituita da Pio IX il 22 novembre 1850. Confinava a nord con la Legazione delle Romagne e San Marino, a est con il Mar Adriatico, a ovest con la Legazione dell'Umbria e il Granducato di Toscana, a sud con il Regno delle Due Sicilie.
Nel 1859 contava 922.407 abitanti. Il territorio della Legazione delle Marche era suddiviso nelle sei storiche delegazioni di Ancona, Ascoli, Camerino, Fermo, Macerata, Urbino e Pesaro, a loro volta ripartite in 47 complessivi governi: 14 ciascuna nelle delegazioni di Macerata e di Urbino e Pesaro, 7 in quella di Ancona, 6 in quella di Fermo, 5 in quella di Ascoli e uno in quella di Camerino. La Legazione includeva anche il governo del commissario della Santa Casa di Loreto.